# Paradelphomyia americana
Paradelphomyia americana är en tvåvingeart som först beskrevs av Alexander 1912.  Paradelphomyia americana ingår i släktet Paradelphomyia och familjen småharkrankar. Inga underarter finns listade i Catalogue of Life.